# Ногаредо
Ногарѐдо (на италиански: Nogaredo) е село и община в Северна Италия, автономна провинция Тренто, автономен регион Трентино-Южен Тирол. Разположено е на 216 m надморска височина. Населението на общината е 2079 души (към 2017 г.).